# Monzogranit

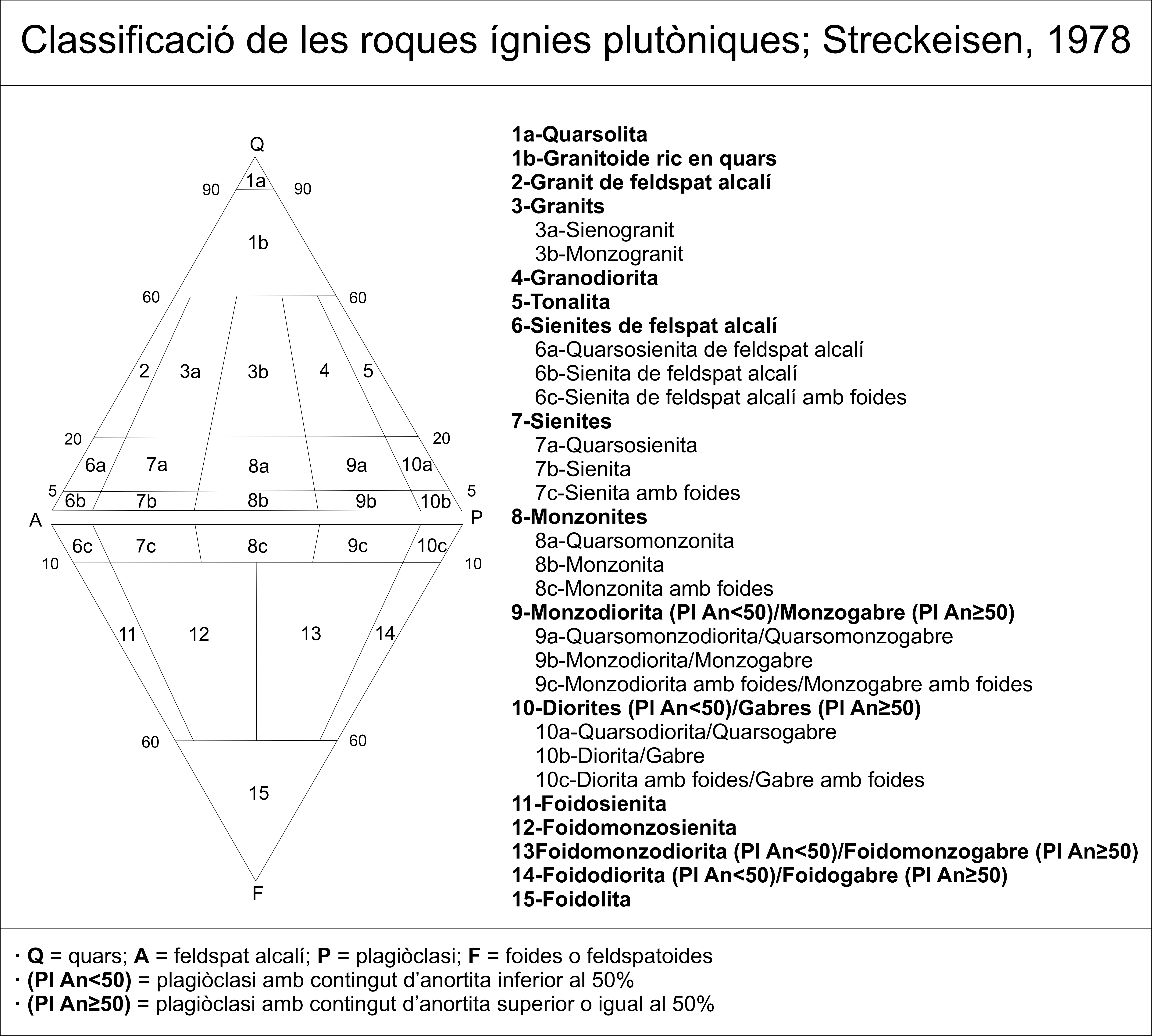
Classificació de les roques ígnies plutòniques segons Streckeisen 1978. El monzogranit es troba al lloc 6a.

Els monzogranits són roques ígnies plutòniques considerades com a productes de cristal·lització fraccionada terminal. Els monzogranits són característicament roques fèlsiques (SiO₂ 20-60%, and FeO + MgO + TiO₂ < 2.4), lleugerament peralumínics (Al₂O₃/ (CaO + Na₂O + K₂O) = 0.98–1.11) i que poden contenir ilmenita, esfena, apatita i zircó com a minerals accessoris. Tot i que el rang composicional dels monzogranits és relativament estret, s'ha definit una diferenciació entre els diferents tipus tenint en compte el contingut de biotita i plagioclasa. En aquest cas els monzogranits es divideixen entre monzogranits magnesio-potàssics i monzogranits ferro-potàssics.